# Tourouvre au Perche
Tourouvre au Perche é uma comuna francesa na região administrativa da Normandia, no departamento de Orne. Estende-se por uma área de 93.76 km². Em 2010 a comuna tinha 3 165 habitantes (densidade: 33,8 hab./km²).
Foi criada em 1 de janeiro de 2016, a partir da fusão das antigas comunas de Autheuil, Bivilliers, Bresolettes, Bubertré, Champs, Lignerolles, La Poterie-au-Perche, Prépotin, Randonnai e Tourouvre (sede da comuna).